# Parasol

Budowa współczesnego parasola

Parasol (wł. parasole – dosłownie „słońcochron”) – przedmiot chroniący przed deszczem, słońcem lub śniegiem. Składa się z dwóch części: rączki oraz usztywnionego kawałka materiału, najczęściej o kształcie wielokąta foremnego.

## Historia

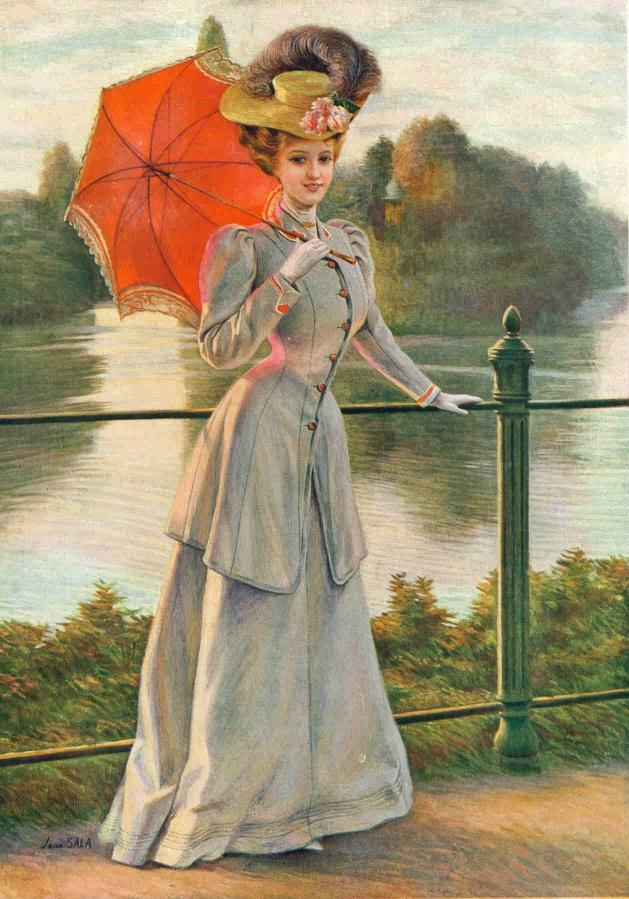
Francuska elegantka z parasolem, Paryż 1905.

Pierwsze parasole były używane w starożytnym Egipcie około czterech tysięcy lat temu. W Chinach ok. 400 r. n.e. parasole wykonywane były z natłuszczonego papieru. W Chinach parasol stanowił oznakę dostojeństwa. Parasol został spopularyzowany w Europie przez Greków. W starożytnej Grecji parasole miewały znaczenie kultowe. Znajomość techniki tworzenia parasoli, niekiedy bogato zdobionych, zachowała się w czasach Cesarstwa Rzymskiego i Bizantyjskiego. W średniowiecznej Europie jego użycia zaprzestano, a popularność odzyskał w XV wieku.
Thomas Wright, angielski pisarz z XVII wieku, w swoich Domestic Manners of the English opisał gentlemana, któremu sługa podaje parasol. John Evelyn w swym pamiętniku opisał pod datą 22 czerwca 1664 roku kolekcję rzadkich towarów luksusowych pokazanych mu przez niejakiego Thompsona — wśród nich był chiński parasol.
Na początku XVIII wieku rozpoczęto produkcję chińskich parasoli we Francji i Anglii. W okresie Dyrektoriatu we Francji rozpowszechniła się moda na parasole orientalizowane.
4 maja 1715 roku Jean Marius opatentował we Francji składany parasol. W 1752 roku piszący z Paryża płk. (potem gen.) James Wolfe opisał ulicę pełną przechodniów używających parasoli do ochrony zarówno przed słońcem, jak i deszczem i zastanawiał się, dlaczego zwyczaj ten nie jest równie popularny w Anglii. Do końca XVIII wieku parasole noszono „odwrotnie”, tzn. stojąc opierano się o czubek, a nie o rączkę parasola.  W XIX wieku dokonał się wyraźny podział na parasole męskie (od deszczu) i żeńskie (od słońca). W okresie II Cesarstwa zyskały popularność parasole kawiarniane, rozpościerające się nad stolikami.